# Pompele
Pompele este un film românesc din 1984 regizat de Olimpiu Bandalac.